# Sacrosanctum Concilium
A Sacrosanctum Concilium a II. vatikáni zsinat konstitúciója a szent liturgiáról, melyet 1963. december 4-én hirdetett ki VI. Pál pápa. Ez volt a második vatikáni zsinat első elfogadott dokumentuma, melyet 2147 püspök támogatott 4 ellenszavazat ellenében. Hatására a katolikus liturgia teljesen megváltozott, a laikus hívek nagyobb mértékben kapcsolódtak be a szentmise és az egyéb liturgikus események ünneplésébe.

## Tartalma
1. Bevezetés
  1. A Zsinat célja
  2. A liturgia és az Egyház
  3. A konstitúció jellege
  4. A szertartások megbecsülése
2. Első fejezet: A Szent Liturgia megújításának és ápolásának általános elveiről
  1. A szent liturgia természetéről és jelentőségéről az Egyház életében
  2. A liturgikus nevelés és a tevékeny részvétel
  3. A szent liturgia megújítása
    1. Általános irányelvek
    2. A liturgia hierarchikus és közösségi jellegéből fakadó szabályok
    3. A liturgia tanító és lelkipásztori jellegéből fakadó szabályok
    4. A népek szelleméhez és hagyományaihoz való alkalmazkodás szabályai

  4. A liturgikus élet ápolása az egyházmegyében és a plébánián
  5. A liturgikus lelkipásztorkodás előmozdítása
3. Második fejezet: Az eucharisztia szentséges misztériuma
4. Harmadik fejezet: A többi szentség és szentelmények
5. Negyedik fejezet: A szent zsolozsma
6. Ötödik fejezet: A liturgikus év
7. Hatodik fejezet: A szent zene és ének
8. Hetedik fejezet: A szakrális művészet és a berendezési tárgyak
9. Függelék: A II. Vatikáni zsinat nyilatkozata a naptárreformról

## Célja
A vatikáni dokumentumok jellemzője, hogy az első bekezdésben közli a dokumentum célját, valamint az első néhány szó adja a dokumentum címét is. Jelen esetben a Sacrosanctum Concilium – a Szentséges Zsinat címet kapta a konstitúció, s az első szakasz magyarázatot ad a dokumentum céljára:
A Szentséges Zsinat, mivel azt a célt tűzte maga elé, hogy a keresztény életet a hívőkben napról napra gyarapítja, a változásnak alávetett intézményeket korunk szükségleteihez jobban alkalmazza, mindazt, ami a Krisztusban hívők egységét előmozdíthatja, támogatja; és mindazt, ami mindenkinek az Egyház ölébe való meghívására szolgál, megerősíti, különleges feladatának tekinti a liturgia megújítását és ápolását is.

## A liturgia nyelve
A Sacrosanctum Concilium konstitúció több évszázad után több újítást is bevezetett a liturgiába, ennek egyik legfontosabb pontja, hogy engedélyezte a szertartásokon a népnyelv használatát. Többen tévesen úgy gondolják, hogy a zsinat ezen dokumentuma eltörölte a latin nyelv használatát, de a konstitúció 36. 1. § szakasza az alábbiak szerint rendelkezik: „A latin nyelv használatát, a részleges jog érvényben maradása mellett a latin szertartásokban meg kell tartani.”
Ugyanezen szakasz 2. pontja szerint: „Mivel azonban mind a szentmisében, mind a szentségek kiszolgáltatásában, mind a liturgia más területein gyakran nagyon hasznos lehet a nép számára anyanyelvének használata, nagyobb teret kell számára biztosítani.” E pont alapján mint megengedett terjedt el, s mára szinte teljes egészében vette át az egyházi gyakorlat a népnyelv használatát. 

## Laikusok részvétele a liturgiában
A zsinat külön fontosságot tulajdonított annak, s ez a tétel ebben a konstitúcióban is megjelenik, hogy a világi hívőket minél inkább bevonják a liturgiába. Ez külön előrelépésnek tekinthető figyelembe véve az előző évszázadok gyakorlati elkülönülését, miszerint miközben a pap végezte a szertartást, addig a hívek a saját imájukat végezték, néha odatekintve a távol lévő oltárra.
Az Anyaszentegyház nagyon kívánja, hogy az összes híveket vezessék rá a liturgikus ünneplésen való teljes, tudatos és tevékeny részvételre, melyet magának a liturgiának a természete követel, s melyre a keresztény nép mint »választott nemzetség, királyi papság, szent nemzet, tulajdonul kiválasztott nép« (1Pt 2,9; vö. 2,4--5) a keresztségből eredően jogosult és kötelezett.

## Összegzés
A zsinati atyák e dokumentum megalkotásával jelentősen megváltoztatták az egyház képét azzal, hogy a már kevesek által beszélt latin helyett a népnyelv használatát engedélyezték. A liturgikus változások bevezetésére VI. Pál pápa külön bizottságot hozott létre, amely később beépült az Istentiszteleti és Szentségi Fegyelmi Kongregációba.

## Fordítás
- Ez a szócikk részben vagy egészben  a   Sacrosanctum Concilium című angol Wikipédia-szócikk fordításán alapul.  Az eredeti cikk szerkesztőit annak laptörténete sorolja fel. Ez a jelzés csupán a megfogalmazás eredetét és a szerzői jogokat jelzi, nem szolgál a cikkben szereplő információk forrásmegjelöléseként.